# 賽尚阿
賽尚阿（穆麟德轉寫：Saišangga；1794年?—1875年），字鹤汀，蒙古正蓝旗人，阿鲁特氏。
嘉慶二十一年蒙古繙譯舉人。歷晚清朝後五朝（嘉、道、咸、同、光）蒙古族大臣；授文華殿大學士、首席军机大臣，管理户部；编纂有《蒙文汇书》、《蒙文晰义》两部辞典，并在其父著作的基础上编成《蒙文指要》一书，还参与编纂了清廷为治理西北少数民族制定之行政法规《钦定理藩院则例》，晚年以兩次欽差大臣身份負責至湖南勦剛起義太平軍卻失敗，被革職查辦，於平定太平天國後准戴罪立功，再升官至副都統，光緒元年賽尚阿病逝。

## 家庭
- 曾祖烏爾圖那蘇圖，曾祖母韩佳氏。
- 祖父德兴，祖母李佳氏。
- 父翻译举人景煇，母张佳氏。
- 妻，镶白旗满洲富察氏，护军参领后升东陵总管兴福之女，原礼部尚书贵庆族姪女，祖上曾是雍正旧邸之人，族内曾有重臣鄂尔泰子鄂容安之妻富察氏。
- 妻兄弟，胞兄浙江嘉兴协副将文惠，胞弟印务笔帖后升二品顶戴随同办事护军参领文瑛、副参领文裕、前锋长十五善射文祥，族弟前浙江嘉兴知府瑞琇。
- 长子崇緒、次子崇熙（原名崇綏）、三子狀元崇綺、四子崇绚、五子员外郎崇纲。
- 孫女被同治皇帝選中入宮，成為同治帝的皇后孝哲毅皇后。崇纲的女儿后嫁给载濂。
- 女兒則作為側室，是為珣嬪。
- 崇綺有三妻，元配愛新覺羅氏，端華女；繼配愛新覺羅氏，載耀女，奕灝孫女；繼配瓜爾佳氏，榮祿堂姐。子葆初，其餘五女分別嫁同治皇帝即孝哲毅皇后、清仁宗孫兒奕詳等。
- 崇綱之女嫁載濂。
- 崇綱子克昌，克昌女克連珍，克連珍子啓功，故崇綺即啓功伯外曾祖。

## 延伸阅读
[在维基数据编辑]
 《清史稿·卷392》，出自趙爾巽《清史稿》

## 腳註
1. ↑  滿語意思是「可嘉的」。参见安双成，《满汉大辞典》，468页。

| 官衔            | 官衔                                                                                     | 官衔        |
| --------------- | ---------------------------------------------------------------------------------------- | ----------- |
| 前任： 武忠額   | 清朝理藩院滿尚書 道光十八年八月己丑 - 道光二十一年五月己卯 1838年10月8日 - 1841年7月14日 | 繼任： 恩桂 |
| 前任： 宗室敬徵 | 清朝工部滿尚書 道光二十一年五月己卯 - 道光二十五年二月癸丑 1841年7月14日 - 1845年3月29日 | 繼任： 裕誠 |
| 前任： 宗室敬徵 | 清朝戶部滿尚書 道光二十五年二月癸丑 - 咸豐元年正月戊子 1845年3月29日 - 1851年2月1日      | 繼任： 裕誠 |